# M198
M198 (англ. 155-mm Medium Towed Howitzer M198) — причіпна 155-мм гаубиця США 1970-их років. Розроблена Рок-Айлендським арсеналом в 1968–1977 роках для заміни 155-мм дивізійної гаубиці M114 періоду Другої світової війни, що стояла на озброєні США понад чверть століття. M198 була прийнята на озброєння Армії й Корпуса морської піхоти США в 1978 році й в тому ж році було розпочато її серійне виробництво, всього було випущено близько 1700 одиниць.
M198 застосовувалася в низці конфліктів:
- Війна в Перській затоці
- Війна в Іраку

З 2000 року відбувається поступова заміна М198 на полегшену 155-мм гаубицю M777.

## Опис
155-мм гаубиця M198 важить менше 7300 кг (16000 фунтів), що дозволяє спускати її парашутом або транспортувати за допомогою гелікоптерів CH-53E Super Stallion або CH-47 Chinook. M198 — це буксирувана гаубиця, яка транспортується станинами уперед. Ствол можна повертати над станинами гаубиці, щоб зменшити її довжину, хоча для цього потрібно зняти дулове гальмо або можна залишити в положенні для стрільби для швидшого розгортання. Під час стрільби гаубиця опускається на опорну плиту, що забезпечує швидке встановлення. Управління затвором здійснюється вручну за допомогою гвинтового механізму, який знаходиться низько в ергономічному положенні.
M198 стріляє боєприпасами з роздільним заряджанням і може заряджатися різними зарядами та снарядами. Ефективна дальність стрільби стандартними снарядами становить 18100 метрів, а при стрільбі реактивними снарядами та керованими боєприпасами збільшується до 30000 метрів. З модифікацією стволу довжиною 52 калібри дальність може перевищувати 40 000 метрів. Артилерійська система потребує розрахунок з 9 осіб і здатна стріляти з максимальною швидкістю чотири постріли на хвилину, або два постріли на хвилину у тривалому режимі.
Гаубиці М198 звичайно розгорнуті в окремих підрозділах артилерії корпусного і армійського рівня, а також в артилерійських дивізіонах легких і повітряно-десантних дивізій. Вони також забезпечували вогневу артилерійську підтримку для експедиційних підрозділів  морської піхоти США до прийняття на озброєння гаубиці M777.

## Оператори
M198 перебуває на озброєні:
- США:
  - Армія США — 697 одиниць, станом на 2010 рік
  - Корпус морської піхоти США — 595 одиниць, станом на 2010 рік
- Австралія — 36 одиниць, станом на 2010 рік
- Бахрейн — 18 одиниць, станом на 2010 рік
- Гондурас — 4 одиниці, станом на 2010 рік
- Греція — знято з озброєння
- Індія — знято з озброєння
- Ліван — 35 одиниць, станом на 2010 год
- Пакистан — 148 одиниць, станом на 2010 рік
- Саудівська Аравія:
  - Сухопутні війська Саудівської Аравії — 27 одиниць на збережені, станом на 2010 рік
  - Національна гвардія Саудівської Аравії — 40 одиниць, станом на 2010 рік
- Таїланд — 61 одиниця, станом на 2010 рік
- Туніс — 55 одиниць, станом на 2010 рік
- Еквадор — 10 одиниць, станом на 2010 рік